# Joseph Mathieu Sganzin
Joseph Mathieu Sganzin (Metz 1er octobre 1750 - Bougival 10 janvier 1837) est un ingénieur français. Inspecteur général des Ponts et Chaussées et inspecteur général des travaux maritimes, il dirigea les travaux stratégiques ordonnés par Napoléon dans les ports d'Europe. Il fut aussi professeur à l'École polytechnique et devint président du Conseil des travaux maritimes. 

## Biographie
Fils d'un entrepreneur des Ponts et chaussées, Joseph Mathieu Sganzin naît à Metz, le 1er octobre 1750,. Sa famille, qui réside rue des Huilliers à Metz, est originaire de Gerra (Gambarogno) dans le canton du Tessin en Suisse. Joseph Sganzin entre à l'École des ponts et chaussées en novembre 1768. Nommé en 1775 sous-ingénieur à Montauban, il construit et renforce les routes et les ponts de la région, et restaure notamment le pont Valentré à Cahors.
C'est en avril 1785 que Sganzin commence à prendre part aux travaux maritimes : il est nommé inspecteur des Ponts et chaussées au Havre, où il construit des bassins et des quais, sous la direction de Jacques-Élie Lamblardie qui devient son ami. Sganzin est nommé ensuite ingénieur en chef des Ponts et Chaussées en 1793, succédant à Lamblardie. Puis il devient membre du comité des Travaux publics en 1795, et directeur du dépôt des cartes et plans. En 1796, il est envoyé en mission en Hollande. Sganzin est nommé en 1797 chef du service des travaux maritimes,. 
La même année, Lamblardie, le fondateur et directeur de la toute nouvelle École polytechnique, le nomme parmi les premiers professeurs de l'École. Sganzin est professeur du cours de géométrie descriptive appliquée, qui devient en 1807 le cours de construction. Ce cours a été traduit en anglais et en allemand, et a notamment servi de support à Claude Crozet pour ses cours à l'Académie militaire de West Point (États-Unis). Sganzin continue à assurer ce cours jusqu'en 1812.
En parallèle à ses cours, il intervient notamment dans le port d'Ostende dont il répare les écluses. Puis il dirige les « gigantesques travaux » du port d'Anvers à partir de 1799. Sganzin est nommé en 1803 Inspecteur général des ponts et chaussées. Il est aussi membre puis président du Conseil des travaux maritimes. 
C'est à ce titre que Napoléon, qui a grande confiance en lui, le charge de concevoir et diriger l'ensemble des travaux sur les ports de la Manche et de la mer du Nord, de la France à la Hollande, notamment à Boulogne et à Anvers, en préparation de l'invasion de l'Angleterre et pour permettre la construction de la flottille. L'empereur l'envoie ensuite plusieurs fois en mission dans les ports d'Europe, notamment en Italie, en Hollande, en Espagne. 
Joseph Mathieu Sganzin meurt à Bougival le 10 janvier 1837, dans sa propriété sur les bords de Seine. Le quai où était située sa propriété s'appelle ensuite le quai Sganzin et a été peint notamment par Maurice de Vlaminck et Berthe Morisot.

## Iconographie
L'École nationale des ponts et chaussées à Champs-sur-Marne conserve le buste de Joseph Mathieu Sganzin parmi sa collection d'« une vingtaine de bustes de grands ingénieurs ».
Son portrait, par un peintre anonyme de l'école française du XVIIIe siècle, est conservé au musée d'art et d'histoire de Toul.

## Parenté et alliance
Sganzin avait épousé la veuve de son directeur Jacques-Élie Lamblardie, qui en mourant en 1797, lui avait confié sa famille. Il a ainsi adopté ses enfants, parmi lesquels Antoine-Élie Lamblardie, ingénieur polytechnicien, directeur des travaux maritimes.

## Œuvres
- Notice historique sur Jacques Élie Lamblardie, dans la Décade philosophique, s.l.n.d (vers 1798-1799).
- Traité de géométrie descriptive, 1805-1809.
- Programmes du cours de géométrie descriptive, appliquée à l'art de l'ingénieur des ponts et chaussées, Paris, Perronneau, 1806.
- Programme ou résumé des leçons d'un cours de constructions..., Paris, Vve Bernard, 1809. (Lire en ligne)

## Hommages

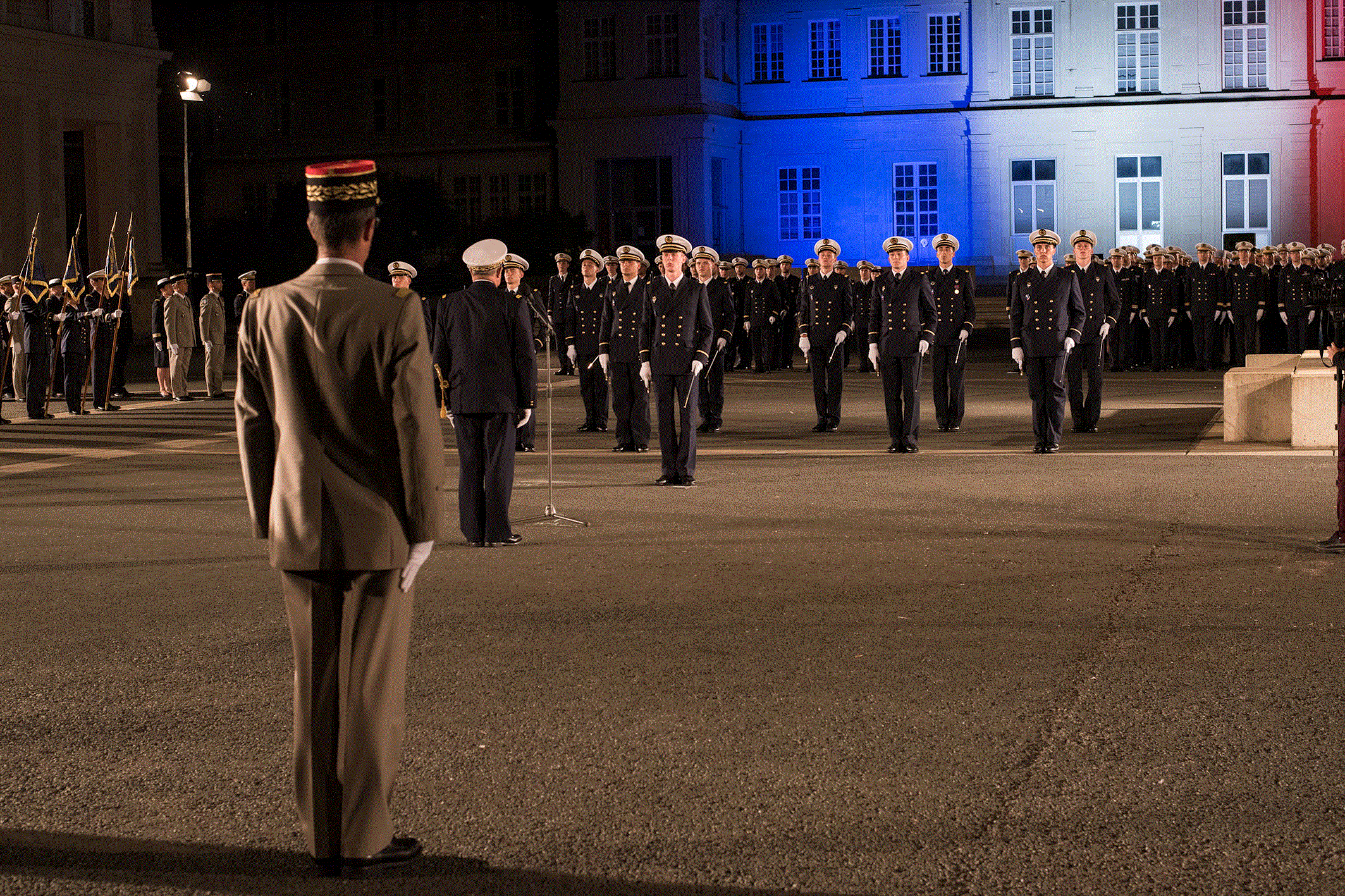
Baptême de la promotion Sganzin de l'École nationale supérieure des ingénieurs de l'infrastructure militaire, 2016.

### Distinctions
- Commandeur de la Légion d'honneur, le 24 avril 1835[2] ;
- Officier de la Légion d'honneur du 25 juillet 1814[2],[6] ;
- Chevalier de la Légion d'honneur, le 18 décembre 1803[2].

### Autres hommages
- « Quai Sganzin », à Bougival ; ensuite nommé quai Georges-Clemenceau.
- Une rue porte son nom à Metz.
- La promotion 2015 de l'École nationale supérieure des ingénieurs de l'infrastructure militaire porte son nom.

## Sources bibliographiques
- P. J. Charliat, L'inspecteur général Sganzin et les travaux maritimes de l'époque napoléonienne.
- Étienne Taillemite, « Joseph-Mathieu Sganzin », dans Jean Tulard (dir.), Dictionnaire Napoléon, Fayard, 1989, p. 1573.
- « Joseph-Mathieu Sganzin », dans Étienne Taillemite, Dictionnaire des marins français, Tallandier, 2002, p. 488  (ISBN 2-84734-008-4).
- Napoléon et la mer, sous la dir. de Jean-Marcel Humbert et Bruno Ponsennet, Seuil, Musée national de la Marine, 2004.
- Lievyns, Jean Maurice Verdot, Pierre Bégat, Fastes de la Légion-d'honneur : biographie de tous les décorés, volume 4, Paris, 1844.
- Almanach impérial, Almanach royal.